# Kinoíta
La kinoíta es un mineral de la clase de los sorosilicatos. Fue descubierta en 1970 en las montañas de Santa Rita en Arizona (EE. UU.), siendo nombrado así en honor del misionero jesuita italiano Eusebio Francisco Kino, que exploró en el siglo XVII el sudoeste de los Estados Unidos. Un sinónimo es IMA1969-037.

## Características químicas
Es un sorosilicato de calcio y cobre, sin aluminio. Además de los elementos de su fórmula suele llevar como impureza magnesio.

## Formación y yacimientos
Aparece en forma de vetas pequeñas y cristales incrustados en apofilita, con cristales euhédricos de hasta 1 mm. También se ha encontrado en amígdales en flujos de lava basáltica.
Suele encontrarse asociado a otros minerales como: apofilita, cobre nativo, cuarzo, calcita, plata nativa, epidota, pumpellyíta o clorita.